# Calmont, Haute-Garonne
Calmont este o comună în departamentul Haute-Garonne din sudul Franței. În 2009 avea o populație de 2.108 de locuitori.

## Evoluția populației
| An        | 1975  | 1982  | 1990  | 1999  | 2006  | 2009  |
| --------- | ----- | ----- | ----- | ----- | ----- | ----- |
| Populație | 1.409 | 1.451 | 1.552 | 1.610 | 1.953 | 2.108 |